# Biholomorfismo

Ilustración de un biholomorfismo. La función exponencial compleja que transforma biholomórficamente un rectángulo en un cuarto de anular.

En la teoría matemática de funciones de una o más variables complejas, y también en la geometría algebraica compleja, un biholomorfismo o función biholomorfa es una función holomorfa biyectiva cuya inversa también es holomorfa .

## Definición formal
Formalmente, una función biholomorfa es una función {\displaystyle \phi } definido en un subconjunto abierto {\displaystyle U} de {\displaystyle n} norte-el espacio complejo dimensional {\displaystyle \mathbb {C} ^{n}}con valores en {\displaystyle \mathbb {C} ^{n}} que es holomorfo y uno a uno , de modo que su imagen es un conjunto abierto {\displaystyle V} en {\displaystyle \mathbb {C} ^{n}} y el inverso {\displaystyle \phi ^{-1}:V\to U} También es holomorfa. De manera más general, U y V pueden ser variedades complejas . Como en el caso de las funciones de una sola variable compleja, una condición suficiente para que un mapa holomórfico sea biholomórfico en su imagen es que el mapa es inyectivo, en cuyo caso el inverso también es holomórfico (por ejemplo, véase Gunning 1990, Teorema I. 11).
Si existe un biholomorfismo {\displaystyle \phi \colon U\to V}, decimos que {\displaystyle U} y {\displaystyle V} son biholomórficamente equivalentes o que son biholomórficos.

## Teorema de mapeo de Riemann y generalizaciones
Si {\displaystyle n=1,} cada conjunto abierto simplemente conectado que no sea todo el plano complejo es biholomorfo al disco unidad (este es el teorema de mapeo de Riemann). La situación es muy diferente en dimensiones más altas. Por ejemplo, las bolas unitarias abiertas y los polidiscos unitarios abiertos no son biholomorfamente equivalentes para {\displaystyle n>1.}. De hecho, no existe ni siquiera una función holomorfa adecuada de uno a otro.

## Definiciones alternativas
En el caso de los mapas f : {\displaystyle U} → {\displaystyle \mathbb {C} } definidos en un subconjunto abierto {\displaystyle U} del plano complejo {\displaystyle \mathbb {C} }, algunos autores (p. e., Freitag 2009, Definición IV.4.1) definen un mapa conforme como un mapa inyectivo con derivada distinta de cero, es decir, f '( z ) ≠ {\displaystyle 0} para cada z en {\displaystyle U}. De acuerdo con esta definición, un mapa f : {\displaystyle U} → C es conforme si y solo si f : U → f ( U) es biholomorfa. Otros autores (p. Ej., Conway 1978) definen un mapa conforme como uno con derivada distinta de cero, sin requerir que el mapa sea inyectivo. De acuerdo con esta definición más débil de conformalidad, un mapa conforme no necesita ser biholomórfico a pesar de que es localmente biholomorfa. Por ejemplo, si {\displaystyle f:U} → {\displaystyle U} se define por {\displaystyle f(z)=z^{2}} con {\displaystyle U} = {\displaystyle \mathbb {C} } - {0}, entonces f es conforme en {\displaystyle U} , ya que su derivada f '( z ) = 2 z ≠ 0, pero no es biholomorphic, ya que es 2-1.